# Gossia hillii
Gossia hillii là một loài thực vật có hoa trong Họ Đào kim nương. Loài này được (Benth.) N.Snow & Guymer mô tả khoa học đầu tiên năm 2003.